# 井陘の戦い
井陘の戦い（せいけいのたたかい）とは、中国の楚漢戦争の中で漢軍と趙軍とが井陘（現在の河北省石家荘市井陘県）にて激突した戦い。韓信と常山王張耳ら率いる漢軍が背水の陣という独創的な戦術を使って趙軍を打ち破った。

## 事前の経緯
劉邦軍の別働軍として進発した韓信軍は、まず魏（魏豹）を降し、代（代の相の夏説）を降して趙（趙歇）へとやってきていた。趙を攻めるに先立ち、兵力不足の劉邦本軍は韓信に対して兵を送るように命令し、韓信はこれに答えて兵を送ったために韓信軍の兵力は少なく、三万程度しかなかった。しかもその内訳は現地で徴兵したり増援で派遣された新兵が多く、士気練度とも高い兵は少なかった。
一方、趙は趙歇と宰相の成安君陳余が二十万と号した大軍を派遣して韓信軍を撃退しようとしていた。趙に李左車と言う将軍がおり、陳余に対し、太行山脈の合間を通る「井陘口」という馬車を並べて走ることも出来ないような狭い谷間を利用して、ここを韓信が通っている間に出口を本隊が塞ぎ、別働隊を使って韓信軍の後方の食料部隊を襲い、さらに挟撃する作戦を提案した。しかし陳余は「小数相手に大軍が策を弄しては、趙の兵は弱いと諸侯に侮られる」と正攻法にこだわりこれを却下した。
陳余は項羽軍に在籍していた頃に章邯を説得して項羽に降伏させるなど弁舌での功績は挙げていたが、自ら軍を率いた経験は少なかった。
韓信は井陘口の手前で宿営して趙軍の内部を探らせていた。用心深く無理な戦いをしない韓信は、もしここで攻められればひとたまりもないことを察していたのであるが、李左車の策が採用されなかったことを大喜びし、安心して井陘の隘路を通った。
そして、傅寛・張蒼に命じて二千の兵を分け、これに漢の旗を持たせて、裏側から趙の本城を襲うように指示した。また兵士に簡単な食事をさせた後に、諸将に対して「今日は趙軍を撃ち破ってからみなで食事にしよう」と言ったが、諸将は誰も本気にしなかった。

## 背水の陣
井陘口を抜けた韓信軍は、河を背にして布陣し城壁を築いた。『尉繚子』天官編に「背水陳為絶地」（水を背にして陳（陣）すれば絶地（死に場所）となる）とある。水を前にして山を背に陣を張るのが布陣の基本であり、これを見た趙軍は「韓信は兵法の初歩も知らない」と笑い、兵力差をもって一気に攻め滅ぼそうとほぼ全軍を率いて出撃、韓信軍に攻めかかった。
韓信は初め迎撃に出て負けた振りをしてこれをおびき寄せ、河岸の陣にて趙軍を迎え撃った。趙の城に残っていた兵も、味方の優勢と殲滅の好機を見て、そのほとんどが攻勢に参加した。兵力では趙軍が圧倒的に上であったが、後に逃げ道のない漢の兵士たちは必死で戦ったので、趙軍は打ち破ることができなかった。
趙軍は韓信軍、さらに河岸の陣ごとき容易に破れると思いきや、攻めあぐね被害も増えてきたので嫌気し、いったん城へ引くことにした。ところが城の近くまで戻ってみると、そこには大量の漢の旗が立っていた。城にはごくわずかな兵しか残っておらず、趙軍が韓信軍と戦っている隙に支隊が攻め落としたのである。大量にはためく漢の旗を見て趙兵たちは「漢の大軍に城が落とされている」と動揺して逃亡を始め、さらに韓信の本隊が後ろから攻めかかってきたので、挟撃の恐怖にかられた趙軍は総崩れとなり敗れた。
陳余は張蒼によって捕虜となり泜水で処刑され、逃亡した趙歇も襄国（現在の河北省邢台市信都区）で捕らえられて処刑された。また李左車は韓信によって捕らわれるが、韓信は上座を用意して李左車を先生と賞し、燕を下す策を献じてもらった。そして李左車の策に従い燕を労せず下すことに成功した。ちなみに、韓信に尋ねられた李左車は初め自分の考えを述べることに躊躇したが、そのときに彼が放った「敗軍の将、兵を語らず」（『史記』淮陰侯列伝）という言葉は有名である。
後にこの布陣でなぜ勝てたのかと聞かれた韓信は、「私は兵法書に書いてある通りにしただけだ。即ち『兵は死地において初めて生きる（「之れを往く所無きに投ずれば、諸・劌の勇なり（兵士たちをどこにも行き場のない窮地に置けば、おのずと専諸や曹沬（曹劌）のように勇戦力闘する）」『孫子』九地篇）』」と答えている。これが背水の陣である。
現在でも「背水の陣」は、退路を断ち（あるいは絶たれ）決死の覚悟を持って事にあたるという意味の故事成語となっている。

## 考察
後漢献帝時代の史家・荀悦は、『漢紀』のなかで次のように考察している。
井陘の戦いにおいて、韓信軍は水を背にして陣取り趙軍は破ることができなかった。一方、彭城の戦いでは、漢王は睢水に拠って士卒は水を背にして戦ったが、楚軍の大勝に終わった。おなじ背水の陣でありながら、韓信が勝ち漢王が敗れたのはなぜであろうか。
趙軍は国内で迎撃するが、戦況が有利なら進み不利なら退けばよく、必死の覚悟が無かった。逆に韓信は背後に川があって退くことができず、必死に戦ったのである。漢王のばあいは、深く敵地に入りながら勝利に油断して飲酒高会し、漢軍は臨戦の構えを失っていた。項羽は本拠を敵に奪われ激怒し、配下もまた憤慨し、一命を賭して戦ったのである。
韓信は決死の兵を選んで守り、趙軍は内顧の士卒によって攻めている。漢王は怠惰の兵衆をもって防ぎ、項羽は鋭気の兵を従えて攻めている。これが勝敗の分かれ目となった。